# Stefan Pop
Ștefan Pop, né le 16 février 1987 à Bistrita (Roumanie), est un ténor chanteur d'opéra roumain connu pour son répertoire du bel canto. Il est lauréat de nombreux prix dont en 2010 l'Operalia de Placido Domingo, et le concours international de musique de Séoul.

## Biographie
Stefan Pop a commencé par étudier le violon à l'âge de sept ans et à chanter dans la chorale de son école primaire, puis il entre à l'académie de musique Gheorghe-Dima de Cluj-Napoca dont il sort diplômé en 2010.
Il commence sa carrière professionnelle en 2009 à l'opéra hongrois de Cluj-Napoca dans le rôle de Paolino dans Il matrimonio segreto et de Nemorino dans L'elisir d'amore à l'opéra national roumain de Timișoara. En décembre 2009, il interprète Alfredo dans La Traviata au Teatro dell'Opera di Roma, sous la direction de Gianluigi Gelmetti, dans une production de Franco Zeffirelli.
À l'âge de vingt-trois ans en 2010, il remporte le prix d'interprétation masculine et le prix du public à l'Operalia de Placido Domingo au Teatro alla Scala, et le premier prix du concours international de musique de Séoul.
Après avoir remporté l'Operalia, Pop fait ses débuts à l'Opéra d'État de Vienne dans le rôle d'Alfredo dans La Traviata, puis chante à l'Opéra national de Grèce, à l'Opéra national roumain de Timisoara à l'Opéra de Hambourg avec Edita Gruberová, sous la direction de Simone Young; également au Teatro Verdi (Trieste) (2010) dans le rôle de Nemorino de L'elisir d'amore et à l'Opéra d'État de Hambourg (2011), puis dans Elvino de La sonnambula à l'Opéra de Vienne sous la direction d'Evelino Pidò cette même année. Plus tard, il débute à l'Opéra de Zurich dans Cassio d'Otello de Verdi sous la direction de Daniele Gatti, puis à Séoul dans celui du duc de Mantoue de Rigoletto. En 2011, il chante dans La traviata au Teatro Carlo Felice et au Teatro Massimo à Palerme avec Mariella Devia, puis à l'Opéra israélien et à l'Opéra de Francfort.
En février 2012, Stefan Pop fait sa première apparition sur la scène de l'Opéra Bastille dans le rôle du duc de Mantoue de Rigoletto, en février 2012 il chante pour la première fois au Royal Opera House de Londres, jouant Nemorino dans L'elisir d'amore, puis à l'Opéra de Lausanne. La même année, il est invité par Plácido Domingo à chanter au gala de l'Operalia au Royal Opera House de Londres.
En 2011 et en 2012, Stefan Pop  est invité à quatre des concerts d'Angela Gheorghiu en Extrême-Orient : à Séoul  et à Shanghai ; au Moyen-Orient (Oman),. Stefan Pop chante le Stabat Mater de Rossini et le Te Deum de Bizet au XVIIe festival de musique sacrée de Marseille. Aux Soirées Lyriques de Sanxay, il chante en 2012 La traviata et en 2016 Rigoletto.
L'année 2013 marque ses débuts au Bolchoï de Moscou dans le rôle d'Alfredo de La traviata et dans celui du rôle titre de Faust à l'Opéra national de Bucarest. Il paraît à l'Opéra d'État de Hambourg dans une nouvelle production de La traviata. Puis il chante dans un autre Faust à l'Opéra Rijeka (Croatie, mars 2014) et au centre culturel de Hong Kong (mai 2014). Toujours en 2013, Stefan Pop chante au gala Verdi–Wagner de Placido Domingo aux arènes de Vérone sous la direction de Daniel Oren.
Il fait ses débuts en juin 2014 dans le rôle de Rodolfo pour une version concert de La bohème à la Salle Pleyel de Paris, avec Patrizia Ciofi. Puis en août 2014, il chante le chanteur italien dans Der Rosenkavalier au festival de Salzbourg, ce qui est enregistré en DVD,. De même en 2014, il chante dans La traviata à l'Opéra de Minorque avec Leo Nucci et Norah Amselem et L'elisir d'amore à l'Opéra de Monte-Carlo, ainsi que dans une nouvelle production de La Sonnambula à l'Opéra de Francfort sous la direction d'Eun Sun Kim.
En février 2015, Stefan Pop interprète Don Ottavio dans le Don Giovanni mis en scène par Haneke à l'Opéra Bastille sous la direction d'Alain Altinoglu où sa prestations s'attire des critiques. Il reprend ce rôle au festival Menuhin de Gstaad (Suisse) aux côtés du Don Giovanni d' Erwin Schrott  puis se produit au festival George Enescu de Bucarest, dans une série de concerts en plein air dirigés par David Crescenzi. En novembre 2015, il chante La traviata au Teatro di San Carlo, sous la direction de Nello Santi. La même année, il paraît dans L'elisir d'amore à l'Opéra israélien.
Il est fait citoyen d'honneur de sa ville natale de Bistrita en novembre 2015,. En 2016, il aborde trois nouveaux rôles : Pollione dans La Norma, avec Mariella Devia et Nello Santi au Teatro di San Carlo , Roberto Devereux dans Roberto Devereux avec Mariella Devia et Sonia Ganassi au Teatro Carlo Felice et Foresto dans Attila sous la direction de Riccardo Frizza à La Fenice. Il fait ses débuts au Teatro Real avec Mariella Devia dans Norma, dirigée par Roberto Abbado et mise en scène par David Livermore. En 2016, il chante aussi le duc dans Rigoletto, à l'Opéra de Sanxay ; La traviata à La Fenice et au Teatro Antico de Taormine. En octobre 2016, il chante dans Faust à l'Opéra d'Oviedo.
Stefan Pop apparaît pour la première fois en février 2017 au Teatro Regio (Parme) dans La bohème, et y retourne en janvier suivant pour Rigoletto avec Leo Nucci et en mars 2018 dans Roberto Devereux avec Mariella Devia,. Il chante en public pour la première fois le rôle d'Edgardo en 2017 au Teatro Comunale di Bologna dans Lucia di Lammermoor sous la direction de Michele Mariotti. On le voit dans le rôle de Pollione avec Mariella Devia au Japon au Centre Biwako et à Shiga, pour Norma. La même année, il chante Rigoletto au Teatro di San Carlo avec Nello Santi et La Traviata à Séoul.
On l'appelle en Italie en 2018 le « ténor de Mariella » car il a la responsabilité de chanter dans les dernières représentations que Mariella Devia donne sur scène : Norma au Teatro Carlo Felice (DVD), Roberto Devereux au Teatro Regio (Parme), Norma à La Fenice (« Adio alle scene di Mariella Devia »). Il chante pour la première fois en public Gabriele Adorno dans Simon Boccanegra (Teatro Comunale di Bologna), puis chante dans Rigoletto (Teatro Massimo, Teatro Coccia Novara), dans La traviata (La Fenice), dans La bohème sous la direction de Daniel Oren (Teatro Massimo), dans La bohème (Opéra national de Timișoara, Opéra national de Bucarest, Singapour, Taïwan), dans L'elisir d'amore( Opéra national roumain de Cluj-Napoca). Il donne aussi deux concerts en 2018, à Tallinn et à Lvov. La production la plus importante de 2018 est la réalisation de l'opéra de Donizetti, Il castello di Kenilworth (DVD) au festival d'opéra Donizetti.
L'année 2019 est importante pour sa carrière car il ouvre le festival Verdi 2019 au Teatro Regio de Parme avec I due foscari (DVD) et il débute au Festival Puccini 2019 dans  La Bohème avec Angela Gheorghiu et Madama Butterfly. Pour la première fois au Teatro Regio de Turin, Stefan Pop chante dans une nouvelle production de Rigoletto par John Turturro dirigée par Renato Palumbo, aux côtés de Carlos Alvarez ; Pop chante le duc dans Rigoletto au Teatro comunale de Bologne  et à l'Opéra national de Cluj Napoca. Il retourne au Teatro Carlo Felice pour deux opéras de Puccini : Madama Butterfly et La Bohème. Puis à l'Opéra national de Bucarest, il chante La Bohème et La Traviata. En octobre-novembre, Pop effectue une tournée au Japon (Tokyo, Osaka, Yokohama, Musashino). En décembre, La Bohème le rappelle à l'Opéra d'État de Vienne. En septembre 2019, il reçoit le prix spécial de l'Oscar della Lirica: Golden Opera for Young Generation au Teatro La Fenice (Venise). En 2020, il chante Rodolfo dans La Bohème à l'Opéra de Liège (DVD) aux côtés d'Angela Gheorghiu (Mimi) et María Rey-Joly (Musetta).

## Vie privée
Stefan Pop s'est marié en mai 2019.

## Discographie
DVD
- 2014: Strauss – Der Rosenkavalier (Krassimira Stoyanova, Sophie Koch, Mojca Erdmann, Wiebke Lehmkuhl, Günther Groissböck, Adrian Eröd, Krešimir Špicer, Ștefan Pop)[45]
- 2017: Donizetti – Roberto Devereux (Mariella Devia, Sonia Ganassi, Stefan Pop, Mansoo Kim, Alessandro Fantoni, Claudio Ottino, Matteo Armanino, Loris Purpura)[46]
- 2018: Donizetti – Il castello di Kenilworth (Jessica Pratt, Carmela Remigio, Xabier Anduaga, Stefan Pop, Federica Vitale, Dario Russo)[30]
- 2019: Bellini – La Norma (Mariella Devia, Annalisa Stropa, Stefan Pop, Riccardo Fassi, Andrea Battistoni)[47]

## Répertoire
- Bellini: La Norma – Pollione[48]
- Bellini: La sonnambula – Elvino
- Bizet: Te Deum
- Cimarosa: Il matrimonio segreto – Paolino
- Donizetti: L'elisir d'amore – Nemorino[48]
- Donizetti: Lucia di Lammermoor – Sir Edgardo di Ravenswood[48]
- Donizetti: Lucrezia Borgia – Gennaro
- Donizetti: Elisabetta al castello di Kenilworth – Warney[24]
- Donizetti: Roberto Devereux – Roberto Devereux[48],[27]
- Gounod: Faust – Faust[48]
- Mozart: Don Giovanni – Don Ottavio[49]
- Puccini: La bohème – Rodolfo[48]
- Puccini: Madama Butterfly – F. B. Pinkerton[48]
- Rossini: Stabat Mater
- Strauss: Der Rosenkavalier – le chanteur italien[50]
- Verdi: Attila – Foresto[48]
- Verdi: Un ballo in maschera – Riccardo[25]
- Verdi: I due Foscari – Jacobo Foscari
- Verdi: La traviata – Alfredo[24]
- Verdi: Nabucco – Ismaele[25]
- Verdi: Rigoletto – Duc de Mantoue[24]
- Verdi: Requiem
- Verdi: Simon Boccanegra – Gabriele Adorno[24]
- Verdi: Otello – Cassio[24]

## Prix
- 2010: Prix d'interprétation masculine et prix du public à l'Operalia[2]
- 2015: Citoyen d'honneur de Bistrita
- 2018: Prix Dimitrie Popoviciu-Bayreuth de l'Opéra de Cluj[51]
- 2019: Prix de la jeune génération pour l'Oscar della lirica-International Opera Awards[52]